# توقیعات
توقیعات به پانوشته‌هایی در زبان عربی گفته می‌شد که حاکمان مسلمان و دیگر مقام‌داران در پایانِ نامه‌‌هایشان می‌نگاشتند که معمولاً درخواست‌نامه‌ها و شکایت‌نامه‌های مردمی بود. آنچه توقیعات را برجسته می‌کرد، در نگاه اول، نکته‌های هوشمندانه و کوتاهی تأثیرگذار آن بود که بیشتر آیه‌ای از قرآن، حکمتی پذیرفته، مثلی پرآوازه، بیتی از شعری مشهور بود. توقیعات در عصر عباسی بیش از هر دوره‌ای رواج یافت.

## نمونه
ابوجعفر منصور به والی مصر آنگاه از نقصان نیل شکایت کرد، توقیع نوشت :
 طهِّرْ عسكرك من الفساد يُعْطك النيلُ القِياد
جعفر برمکی پس از آنکه مردی  نزدش از برخی کارگزارانش شکایت برد، برای کارگزارش نوشت :
قد كَثُرَ شاكوك، وقلَّ شاكروك، فإمّا اعتدلْتَ، وإما اعتزلْتَ.